# استیون پول
استیون پول (انگلیسی: Steven Poole؛ زادهٔ ۱۹۷۲) نویسنده و روزنامه‌نگار بریتانیایی است. او اختصاصاً به سوءاستفاده از زبان‌ها می‌پردازد و در این زمینه دو کتاب نیز نوشته‌است: نگفتن (۲۰۰۶) و چه‌کسی اساس باران فکری من را لمس کرد؟ (۲۰۱۳).

## زندگی‌نامه
پول در کالج امانوئل، کمبریج در رشتهٔ زبان انگلیسیی تحصیل کرده‌است و متعاقباً مطالبی برای نشریاتی نظیر ایندیپندنت، گاردین، تیامز لیترری ساپلمنت، ساندی تایمز و نیو استیتسمن نوشته‌است. او دو کتاب از خود منتشر کرده‌است و هم‌اکنون به نوشتن یک ستون هفتگی نقد کتاب‌های ناداستان در شمارهٔ شنبه‌های گاردین با نام ات سترا، و نیز نقدهای بلندتر کتاب‌های معمول و یک ستون ماهانه در مجلهٔ اج مشغول است. پول در سال ۲۰۰۶ به سخنرانی در افتتاحیهٔ جشنوارهٔ نویسندگان سیدنی دعوت شد، و همچنین در کنفرانس آینده و واقعیت بازی ۲۰۰۸ در وین سخنرانی کرده‌است.